# Ангел Димитров (революционер)
Ангел Здравков Димитров - Ангелето е български революционер, деец на Вътрешната македонска революционна организация.

## Биография
Ангел Димитров е роден през 1899 година в Княжево. Присъединява се към ВМРО и действа като четник и терорист на организацията. Прави неуспеше опит да убие федералиста Славе Иванов. През 1922 година е в четата на Крум Петишев. Умира през 1925 година в сражение край Драчевица на 6 август.